# Acid palmitoleic
Acidul palmitoleic sau acidul (9Z)-hexadec-9-enoic este un acid gras omega-7 cu notația 16:1n-7 și formula CH3(CH2)5CH=CH(CH2)7COOH. Este o componentă comună a gliceridelor din țesutul adipos uman. Este prezent în toate țesuturile dar este mai concentrat în ficat. Este biosintetizat de la acid palmitic sub acțiunea enzimei stearoil-CoA desaturaza-1. Studiile realizate indică un efect antiinflamator și de îmbunătățire a sensibilității la insulină în ficat și în mușchii scheletici la om.